# 22132 Мерклі
22132 Мерклі (22132 Merkley) — астероїд головного поясу, відкритий 24 жовтня 2000 року.
Тіссеранів параметр щодо Юпітера — 3,266.